# Teçoatega

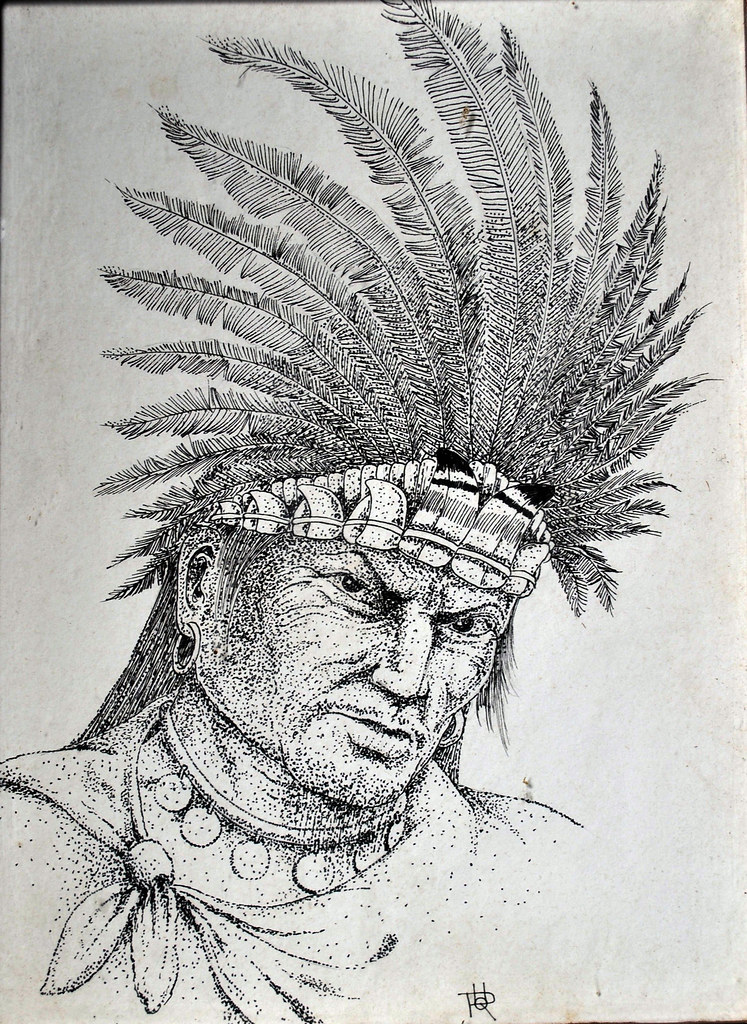
Cacique Agateyte, el monarca del reino Nahua de Teçoatega

Tezoatega o Teçoatega (en idioma náhuatl: Teswatlan: Lugar del tezhuate) era un reino nahua, con territorio y señorío en el actual Municipio de El Viejo, en el Departamento de Chinandega. La capital de Tezoatega estaba ubicada en lo que hoy es la ciudad de El Viejo, siendo independiente de la otra sociedad nahua de los nicaraos llamados Nicānāhuac, vocablo que significa "aquí se encuentra Anahuac" o "aquí rodeado de agua" en náhuatl. Tezoatega se encontraba ubicada en la región noroeste de Nicaragua, el señorío fue gobernado por el cacique Agateyte, según refiere en 1528, el Capitán Gonzalo Fernández de Oviedo y Valdés, Primer Cronista del Nuevo Mundo.
Este cronista, Gonzalo Fernández de Oviedo y Valdés, en su obra Historia general y natural de las Indias, islas y tierra firme del mar océano, relata lo siguiente:

En que cuenta la historia la manera de cómo halló é vido el choronista al caçique de Teçoatega , por otro nombre llamado el Viejo, é su proprio nombre era Agateyte, lo qual fue un jueves dos dias de enero de mili é quinientos é veynte y ocho años ... En Teçoatega estaba una grande é quadrada plaça , á la entrada de la qual , á la mano derecha , avia un buhio grande con mahiz é bastimento , á manera de despensa; y enfrente deste, á la mano siniestra de la mesma entrada, avia otro buhio muy grande, descubierto hasta en tierra, que tenia bien çient passos de luengo, donde el caçique é sus mugeres dormían.

En sus descripciones, Gonzalo Fernández de Oviedo y Valdés, otorga una particular relevancia al poblado de Teçoatega, al realizar hasta un plano de su plaza.
Asimismo, Teçoatega era el nombre del hijo del cacique Agateyte, que le sucedió como señor de Teçoatega, según el mismo cronista Gonzalo Fernández de Oviedo y Valdés, que en el cuarto párrafo del capítulo XI de la citada obra, describe lo siguiente:

Otra manera de areyto ví en la mesma plaça de Teçoatega, después de muerto el dicho cacique Viejo, al qual sucedió un hijo suyo, gentil mancebo; e fué un domingo diez é seys de mayo, dia de pasqua del Espíritu Sancto, de esta manera ... É destos quatro los tres estaban parados ó quedos, que no se movían, y el uno solo baylaba é andaba a manera de contrapás, sin salir ni se apartar más de un paso ó dos á un lado ó á otro de Teçoatega, señor de aquella plaça, que estaba arrojándole varas al que baylaba desde á tres ó quatro passos del, ...

El nombre de Tezoatega proviene de la lengua náhuatl, y según el Dr. Heriberto Carrillo Espinoza, médico e historiador de El Viejo, Chinandega, Nicaragua, es un nombre compuesto de las palabras náhuatl: tezontli (piedra volcánica) y -tecatl (gentilicio), cuyo significado es "Pueblo de piedras volcánicas". Teçoatega estaba rodeado de otros poblados de origen náhuat, como es el caso de la cercana Chinantlán, que significa "lugar de enramadas", y es la actual ciudad de Chinandega o Chinantecatl, cuyo significado es "persona de Chinantlán".
Estos poblados eran aledaños a otros pueblos de diversos orígenes étnicos: Al noroeste (actualmente El Salvador), vivían los Potones-Lencas (Lenguas Chibchas Lenmichíe). Al norte (actualmente Honduras), estaban los Cholutecas-Chorotegas (Chiapaneco Otomí Mangue). Al noreste (actualmente Las Segovias, Jinotega, Matagalpa, Boaco, Chontales, Costa Caribe de Nicaragua y Río San Juan), residían los Misumalpas-Ramakis-Guatusos (Lenguas Chibchas Lenmichíe).
Al sureste (actualmente León), poblaban los Marribios-Sutiabas (Tlapaneco Otomí Mangue). Más al sur (actualmente León Viejo, Managua, Carazo, Masaya y Granada), radicaban los Imabites-Nagrandanos-Chorotegas-Dirianes-Nequecheris (Chiapaneco Otomí Mangue). Un poco más al sur, (actualmente Rivas), moraban los Nicaraos-Nahoas (Nahuat Ute Azteca). A continuación, (actualmente Guanacaste, Costa Rica), habitaban los Nicoyas-Chorotegas (Chiapaneco Otomí Mangue).
Manuel Orozco y Berra, en su obra Geografía de las lenguas y carta etnográfica de México: precedidas de un ensayo de clasificación de las mismas lenguas y de apuntes para las inmigraciones de las tribus, refiere lo siguiente:

El náhuat se llama en Nicaragua, niquira o niquiran. Los autores contemporáneos de la conquista dieron el nombre de niquiras o nicaraguas, a los indios de filiación mexicana establecidos en el terreno que se extiende entre los dos grandes lagos de Nicaragua y de Managua y el Océano Pacífico, en los pueblos de Nahuatia, Quetzalutia, Managua, Masagua, Mazatepec, Teola, Xinotepec, Tezoatega y Xalteva o Nequecheri (hoy Granada), cuyos nombres, son evidentemente de procedencia mexicana.

Walter Lehmann en su monumental obra en dos volúmenes, Zentral-Amerika (Berlín, Dietrich Reimer, 1920), señala que los nicaraos formaban parte de los grupos pipiles. Además, el análisis de los múltiples términos nicaraos que se conservan, le llevó a establecer una relación entre su idioma y el habla, que consideró como una antigua variante de la lengua náhuatl, conocida como náhuat, es decir, aquella lengua en que el fonema tl no existió. Todo ello le llevó a fijar la migración de los nicaraos hacia el año 1000.
William R. Fowler Jr. en su obra La evolución cultural de las antiguas civilizaciones nahoas: El pipil-nicarao de América Central, establece tres grandes periodos de migración de los pueblos nahuas: el primero abarcaría del 650 al 850; el segundo otros doscientos años, del 900 al 1100, tiempo común también en otras zonas habitadas de América y Europa, y el tercero entre el 1200 y el 1350. Muchos de los movimientos migratorios de los nahoas siguieron camino hacia Centroamérica. Según Armillas (1964), las migraciones nahoas fueron durante el tiempo de la gran sequía del México Central (siglos XII y XIII).
Anne Chapman, en su obra, Los nicaraos y los chorotegas según las fuentes históricas, publicada en 1960, afirma que los nicaraos (nahoas) llegaron a la actual Nicaragua, posteriormente que los chorotegas (mangues), a quienes desplazaron hacia el sur, cerca del año 800 d. C.
Carl Bovallius, en su obra Viaje por Centroamérica (1881-1883), específicamente en su Capítulo XXVI, titulado "Los habitantes primitivos de Nicaragua", refiere lo siguiente:

"De los Chorotegas es costumbre distinguir cuatro grupos: 1) Los Cholutecas, en las orillas del Golfo de Fonseca, cuya ciudad principal era Choluteca; 2) Los Nagrandanos, entre el Lago de Nicaragua y el Pacífico, cerca de la presente ciudad de León; 3) Los Dirianes, entre los lagos de Managua y de Nicaragua, hasta la costa del Pacifico, cuya ciudad principal era Xalteva, al lado de la actual Granada; y por último, 4) Los Orotines, separados de sus grupos consanguíneos, porque habitaban la península de Nicoya y Guanacaste, que responde a la parte noreste de la República de Costa Rica."

Las fuentes españolas no dejan duda de la presencia de poblaciones de origen mesoamericano, mencionando una y otra vez, a los hablantes de chorotega-mangue y sutiaba-mangue (dos lenguas otomangues), y los nicarao, de lengua nahoa. Patrick Werner, (1994) estima que los chorotegas eran el grupo mayoritario y constituían el 43% de la población indígena total, en el Pacífico nicaragüense en 1522, y aún a finales del siglo XIX existían hablantes de esa lengua.
Robert Carmack (2002) dibuja un territorio multiétnico en el siglo XVI, en el actual Departamento de Granada, donde reconstruye la existencia de treinta pueblos chorotegas, quince nahoas y trece chontales, estos últimos a su criterio, hablantes de la familia misumalpa. Los chorotegas se organizaban en diferentes unidades político-administrativas o provincias, siendo Nequecherri una de la más fuertes en el área de Granada (Jaime Incer Barquero, 1990, citado por Robert Carmack, 2002, p. 17). Asimismo, no se duda de la presencia chorotega en Guanacaste, donde había varios pueblos organizados en cinco provincias, de las cuales la principal era Nicoya.
Antes del arribo de los mesoamericanos (mangues y nahoas), el Pacífico de la Baja América Central, durante milenios estuvo habitado por pueblos hablantes de lenguas chibchas del Área Istmo-Colombiana (Adolfo Constenla, 1991, 1994, 2002, 2005), que fueron desplazados hacia las regiones del Centro y del Caribe de Nicaragua. Probablemente, las lenguas misumalpas, se hablaban en la mayor parte del Pacífico de Nicaragua. Así mismo, en el noroeste de Costa Rica, se hablaba el corobicí, una lengua de la familia vótica de la estirpe chibchense, relacionada con el rama (Adolfo Constenla, 1994).
Profundizando al respecto, podemos citar al lingüista Daniel Garrison Brinton, quien a finales del siglo XIX logró establecer que la palabra Cosigüina (nombre del volcán situado al noroeste del antiguo poblado de Teçoatega), es una terminología cuyo significado se desconoce, pero que puede proceder de alguna de las lenguas Lenmichíes, ya sea del idioma Lenca o ya sea del idioma Matagalpa.
Las terminaciones de las palabras "Güi", "Pan", "Li", entre otras, están vinculadas a estas lenguas chibchenses, por lo que en consecuencia, palabras similares a Yalagüina, Palacagüina, Cosigüina, Chamulpan, Chichigalpan, Matagalpan, Juigalpan, Yalí, Chuslí, Panali, Nacaralí, Cuyalí, Estelí, son propias de pueblos de origen chibcha, de procedencia sudamericana, que también llegaron a establecerse a lo largo de la costa del Océano Pacífico de la actual Nicaragua, en épocas anteriores a la llegada de los pueblos de origen mangue y nahoa, de procedencia mesoamericana.